# Mestolobes quadrifasciata
Mestolobes quadrifasciata là một loài bướm đêm thuộc họ Crambidae. Nó là loài đặc hữu của Oahu.